# Milivoje Antonijević
Milivoje Antonijević, srbski general, * 1920, Sevojno, Užiška oblast, Kraljevina SHS, † 2004.

## Življenjepis
Leta 1941 je končal šolanje na učiteljišču. Po aprilski vojni se je včlanil v KPJ in pridružil NOVJ. Postal je pomočnik političnega komisarja čete in bataljona v 2. proletarski brigadi, 2. vojvodinske brigade,... 
Po vojni je leta 1953 končal šolanje na Višji vojaški akademiji JLA in leta 1961 na Vojni šoli JLA.

## Odlikovanja
- red zaslug za ljudstvo z zlato zvezdo
- red bratstva in enotnosti z zlatim vencem